# Pélice

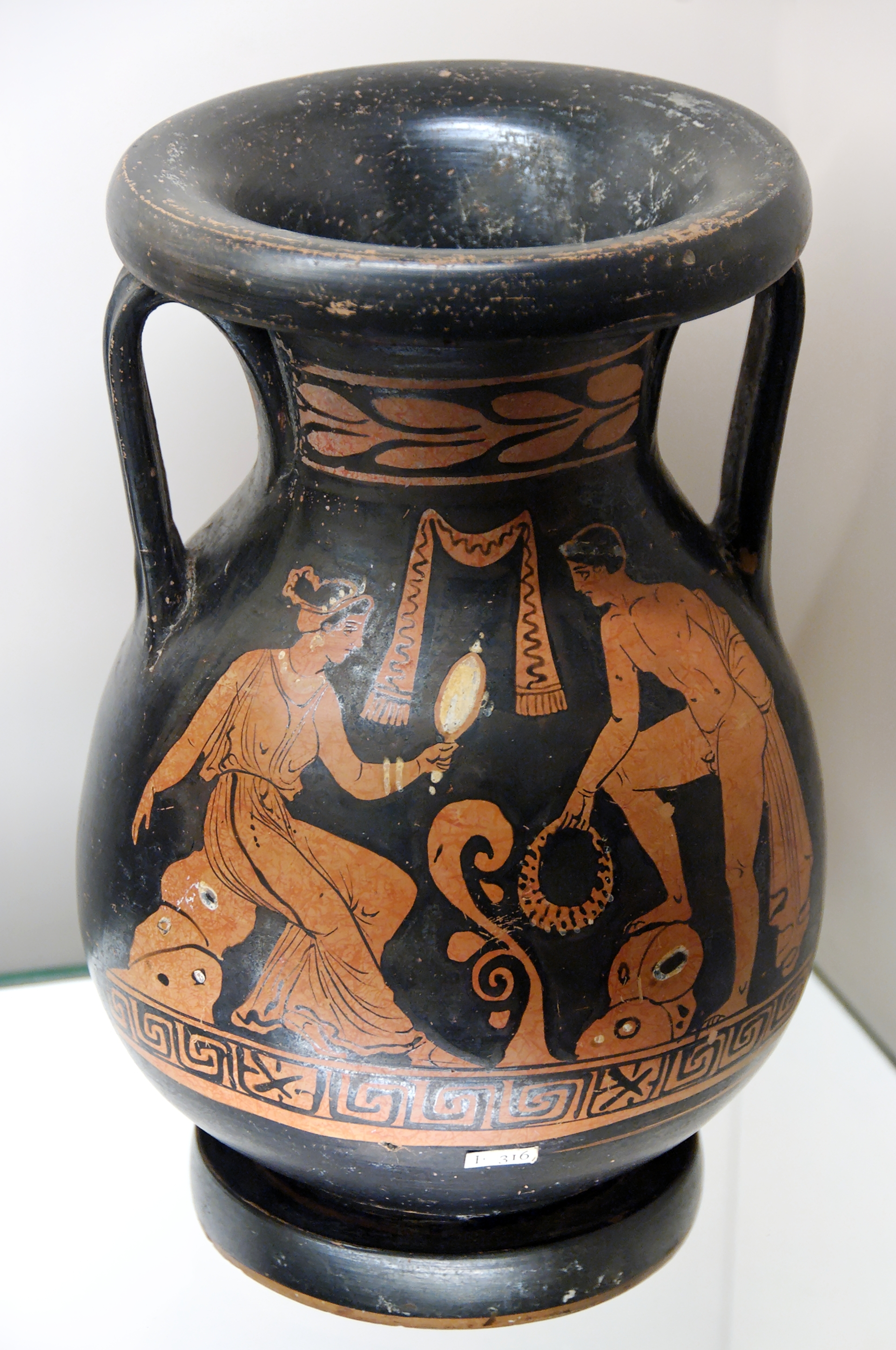
Pelike de figuras rojas de Apulia Mujer con joven, c. 370 a. C., British Museum.

Pélice, pelica, pelique o pélike (en griego: πελίκη y en plural: pelikai) es un recipiente de cerámica griega, catalogado como variedad del ánfora, pero con la base más ancha. Tiene dos asas verticales y enfrentadas que bajan desde la boca hasta el inicio del cuerpo casi esférico. Se supone su uso para el almacenamiento y transporte de alimentos líquidos (como el vino) o sólidos.
Aparece como tal recipiente en Atenas a fines del siglo VI a. C. y se documenta hasta el siglo IV a. C.